# Шрубко, Пётр Александрович
Пётр Александрович Шрубко (1907—1937) — советский геолог, первооткрыватель месторождений меди и цинка на Вайгаче (1931), флюорита в Амдерме (1932). Заключённый, после выхода на свободу снова репрессирован и расстрелян.

## Биография
Родился в городе Скопине Рязанской области, русский, беспартийный. Попав в лагерь, работал коллектором и геологом-практиком на Вайгаче и на побережье Карского моря, на месте будущей Амдермы, где, руководя поисковой партией, в 1932 году открыл крупные залежи стратегически важного для СССР того времени флюорита, разработка которых и стала вскоре причиной создания посёлка. В 1934 году Амдерминское месторождение флюорита уже разрабатывалось параллельно с продолжением геологической разведки. После освобождения уехал в родной Скопин, трудился преподавателем Скопинского военно-строительного техникума. Был снова арестован по обвинению в троцкизме и антисоветской агитации 26 мая 1937, осуждён тройкой НКВД по Московской области 3 ноября и расстрелян на Бутовском полигоне в Москве 5 ноября 1937 года.
Похоронен в Бутово. Реабилитирован в 1989 году.